# نخل برمودا
نخل برمودا (نام علمی: Sabal bermudana) نام یک گونه از سرده نخلک‌ها است.